# Enantiotropie
Enantiotrop (griech. enantíos „entgegengesetzt“, trópos „Wendung“) heißt ineinander überführbar und bezeichnet Substanzen mit zwei oder mehreren unterschiedlichen festen Phasen, die durch Änderung der Temperatur reversibel ineinander umgewandelt werden können. Das heißt, dass bei einer Temperatur unter der Umwandlungstemperatur die eine Phase thermodynamisch stabil, die andere metastabil ist, über der Umwandlungstemperatur ist die andere Phase thermodynamisch stabil. Bei Flüssigkristallen wird auch der Übergang zwischen der flüssigen und der flüssigkristallinen Phase bzw. zwischen verschiedenen flüssigkristallinen Phasen als enantiotroper Übergang bezeichnet.
Der Phasenübergang zwischen den Modifikationen enantiotroper Substanzen erfolgt im Allgemeinen nicht sofort nach Über-/Unterschreiten der Umwandlungstemperatur. Die Umwandlung geschieht bei geringer Temperaturdifferenz zur Umwandlungstemperatur nur extrem langsam, erst bei einer höheren Temperaturdifferenz kann die Umwandlung in der Praxis beobachtet werden. Die Umwandlungstemperatur kann oft durch die Anwendung von Druck verschoben werden.
Wohlgeordnete Kristalle können durch die Umwandlung in eine andere Modifikation zerstört werden, wobei sich oft Kristallzwillinge bilden.
Enantiotropie kann bei polymorphen Verbindungen sowie bei allotropen Elementen auftreten. Im Gegenteil zu enantiotropen Umwandlungen bezeichnet man Umwandlungen, die nur in eine Richtung verlaufen können als monotrop.
Beispiele für enantiotrope Substanzen:
- Zinn – Die Umwandlung vom metallischen β-Sn zu α-Sn unterhalb von 13,2 °C wird als Zinnpest bezeichnet.
- Eisen – Bei Raumtemperatur ist die stabile Phase α-Eisen (kubisch-raumzentriertes Gitter), bei Temperaturen über 911 °C γ-Eisen (kubisch-flächenzentriertes Gitter).
- Quarz – α-Quarz ist bis 573 °C stabil, darüber β-Quarz.
- Coffein – β-Coffein wandelt sich bei einer Temperatur von 141 °C in α-Coffein um, welches dann bei 236 °C schmilzt.
- Ammoniumnitrat – Das Ammoniumnitrat tritt in fünf Modifikationen auf (Umwandlungstemperaturen: −16, +35, +85 und +125 °C).

## Andere Bedeutungen
In Heraklits sich ständig wandelndem Weltbild ist Enantiotropie das stetige Gegeneinanderwirken der Dinge.